# Лупкин, Прокофий Данилович
Лупкин, Прокофий Данилович (? — 1732) — русский религиозный деятель, один из ранних руководителей секты хлыстов, среди которых почитался за Христа.

## Биография
Прокофий Лупкин был нижегородским стрельцом, служил в полку Венедикта Батурина, участвовал в азовских походах Петра I. В 1710 году был демобилизован вследствие падучей болезни. После отставки поселился в Москве, где занялся торговлей и сблизился с местной хлыстовской общиной. По свидетельству Лупкина, здесь он пережил мистический опыт: во время молитвы его стало «подымать» от земли «Святым Духом». Вскоре после этого он стал проповедовать хлыстовскую веру среди своих работников, крестьян и посадских людей. Его проповедь привлекла к нему учеников, его стали почитать за пророка и учителя. В 1713 году, после смерти Ивана Суслова, хлысты признали Лупкина своим новым «христом». Жена Лупкина, нижегородская стрелецкая дочь Акулина Ивановна, почиталась за «богородицу», а его сын Спиридон — за пророка. В доме Лупкина проходили хлыстовские радения, во время которых верующих «подымало Святым Духом» — «от полу на поларшина и четверти на три». В 1716 году Лупкин со своими сторонниками был арестован под Угличем и привлечён к дознанию, однако вскоре был выпущен на свободу. Протоколы его допросов — ценный источник о религиозной практике хлыстов начала XVIII века. Лупкин скончался естественной смертью в 1732 году и был погребён в Ивановском монастыре, рядом с первым «христом» Иваном Сусловым. Их могилы были объектом поклонения московских хлыстов, а в 1739 году, после судебного процесса над хлыстами, уничтожены. Тела Суслова и Лупкина были извлечены из земли и сожжены, а их прах развеян по ветру.